# Petru Iosub
Petru Iosub, né le 16 juin 1961 à Fălticeni, est un rameur d'aviron roumain. 

## Carrière
Petru Iosub participe aux Jeux olympiques de 1984 à Los Angeles et remporte la médaille d'or avec le deux sans barreur roumain en compagnie de Valer Toma.